# Теодор Мелешкану
Теодор Віорел Мелешкану (рум. Teodor Viorel Meleșcanu; нар. 10 березня 1941, Брад) — румунський юрист, дипломат та політик. Міністр закордонних справ Румунії (1992—1996, 2014, 2017—2019, 2019—2020). Обіймав посаду директора Служби зовнішньої розвідки Румунії у період з 2012 до 2014, тричі був сенатором від Націонал-ліберальної партії (НЛП), міністром оборони з 2007 до 2008.